# Giovanni Battista und Giacomo Tocci

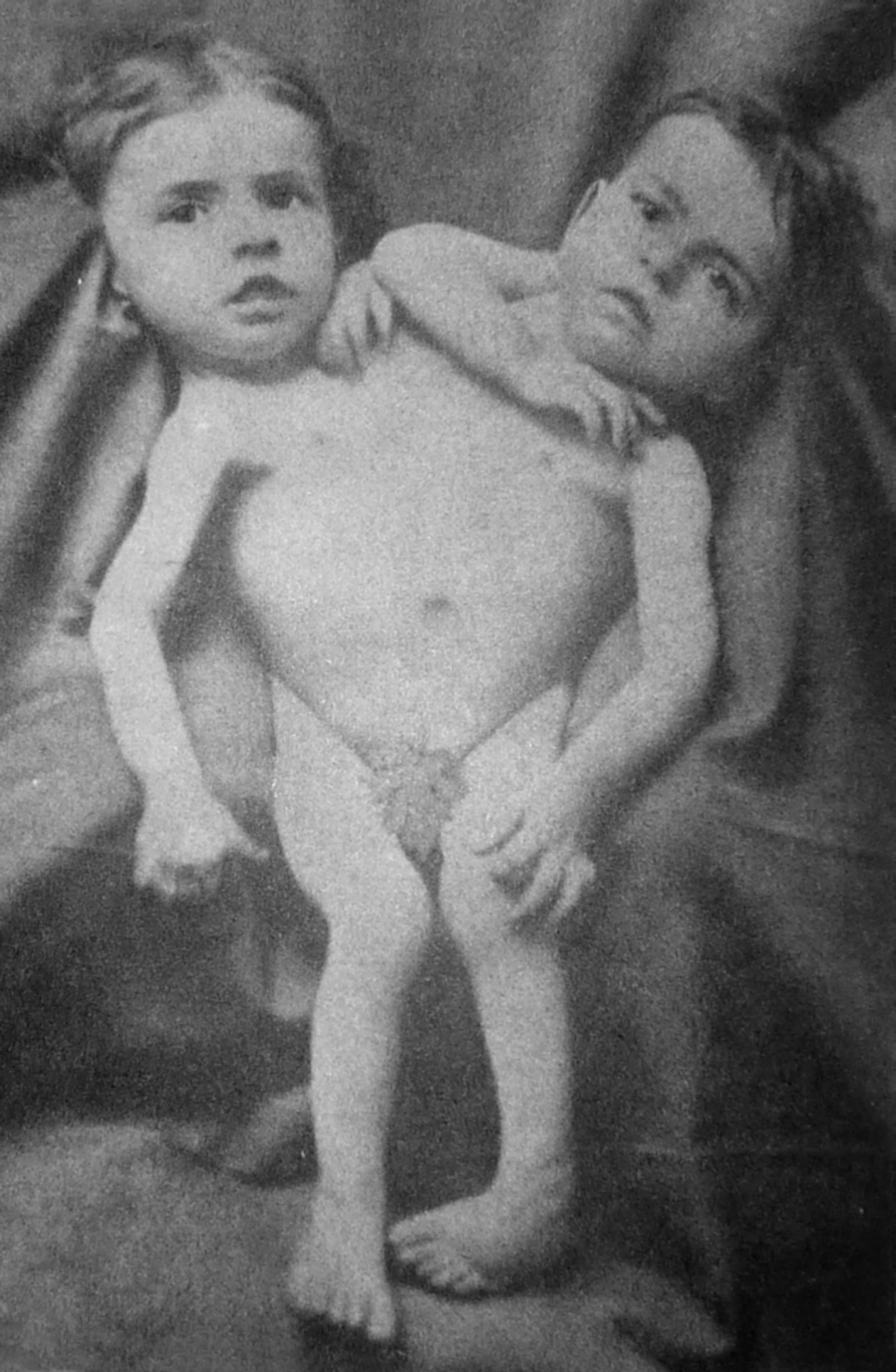
Die Tocci-Zwillinge 1881

Giovanni Battista und Giacomo Tocci (* 4. Oktober 1877 in Locana; † im 20. Jahrhundert) waren siamesische Zwillinge.

## Kindheit und Jugend im Showgeschäft
Giovanni Battista und Giacomo Tocci waren die ersten Kinder des italienischen Arbeiters Giovanni Tocci und seiner Frau Maria Luigia Mezzanrosa. Die Geburt verlief unkompliziert, da die Zwillinge sehr klein waren, löste aber bei den Eltern und der Hebamme einen Schock aus: Die Knaben gehörten dem Typus Dicephalus an, das heißt, sie besaßen zwei Köpfe und Hälse, vier Arme und zwei Brustkörbe. Auf der Höhe der sechsten Rippe vereinigten sich ihre Körper zu einem einzigen Unterleib, der auf der Rückseite Rudimente eines zweiten Geschlechtsorgans hatte.
Nach dem ersten Schrecken beschlossen die Eltern, mit den beiden Kindern Geld zu verdienen. Schon im Alter von vier Wochen wurden Giovanni Battista und Giacomo in Turin ausgestellt. Die Professoren Fubini und Mosso von der Medizinischen Hochschule in Turin untersuchten die Zwillinge damals. Sie machten den Eltern wenig Hoffnungen, dass den Kindern ein langes Leben beschieden sein würde. Ein ähnlicher Fall, die Zwillinge Ritta und Christina Parodi, war im 19. Jahrhundert bekannt geworden. Diese beiden Kinder waren aber schon im Alter von acht Monaten gestorben. Fubini und Mosso stellten fest, dass die Tocci-Zwillinge, die zu diesem Zeitpunkt zusammen nur etwa vier Kilogramm wogen, einen unterschiedlichen Herzrhythmus hatten, der jeweils mit dem Puls im Bein auf der Seite des betreffenden Zwillings übereinstimmte. Auch die Atmung erfolgte unabhängig vom jeweils anderen Kind.

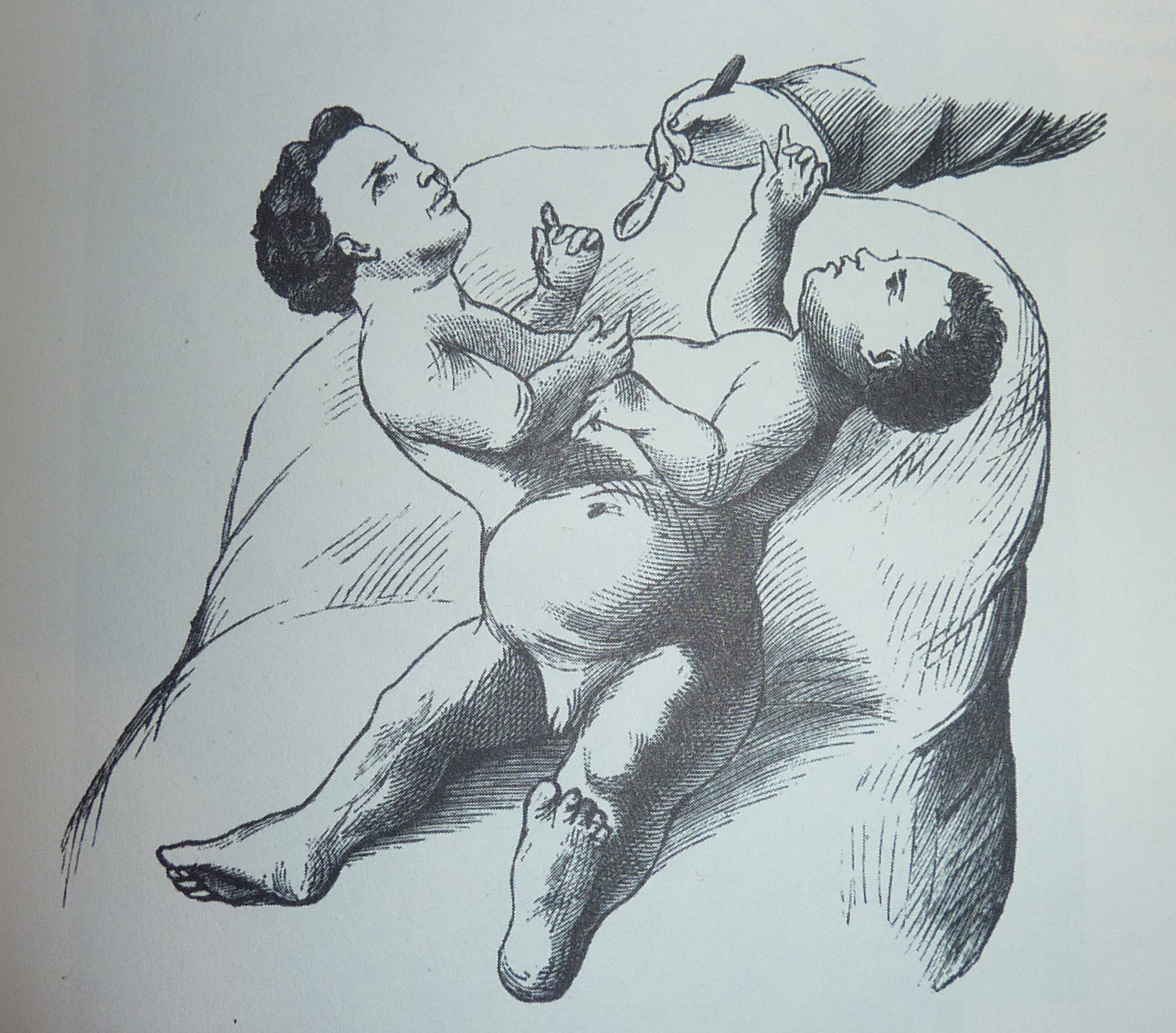
Grünwalds Zeichnung von 1879

Nachdem ihnen ein baldiger Tod der Kinder prophezeit worden war, wollten die Eltern offenbar so schnell wie möglich ihre Showkarriere fortsetzen. Im Mai 1878 waren die Tocci-Zwillinge in Paris zu sehen, im Oktober in Lyon. Dort wurden sie erneut untersucht. Ihre Größe und ihr Gewicht entsprachen nun, wie auch die übrige Entwicklung, durchschnittlichen Kindern ihres Alters, obwohl sie bei der Geburt so klein gewesen waren. In den folgenden Jahren bereiste die Familie Tocci außer Italien und Frankreich auch die Schweiz, Polen, Österreich und Deutschland. Ob sie auch in England war, ist nicht sicher. Bei der Vorführung vor der Schweizer naturwissenschaftlichen Gesellschaft im August 1879 in Bern wurden die Zwillinge von Dr. Grünwald untersucht, der seiner Publikation über die Kinder eine Illustration beifügte, auf der sie sich um einen Löffel Brei stritten. Im Alter von drei Jahren und vier Monaten wurden sie in Wien präsentiert – von zehn bis zwölf Uhr vormittags und von ein bis fünf Uhr nachmittags an jedem Tag der Woche. Ein medizinisch ausgebildeter Besucher notierte sich damals, dass beide Kinder italienisch sprachen und Giovanni Battista einen aufgeweckten Eindruck machte, wohingegen sein Bruder etwas „idiotisch“ wirkte. Dieser Eindruck bestätigte sich später aber nicht; auch Giacomo Tocci war geistig normal entwickelt.
1886 stellte der Deutsche H. W. Otto fest, dass beide Kinder sich gut entwickelten. Sie sprachen inzwischen auch Deutsch und Französisch, hatten Lesen und Schreiben gelernt und zeigten Interesse an Musik. Giovanni Battista schien intelligenter als sein Bruder, doch war Giacomo keineswegs, wie man einst gemeint hatte, schwachsinnig. 1886 und 1891 untersuchte Rudolf Virchow die Kinder und bestätigte beide Male, dass sie einen gesunden und kräftigen Eindruck machten. 1891 wurde zusammen mit den Zwillingen einer ihrer jüngeren Brüder – die Familie Tocci war inzwischen deutlich gewachsen – in Berlin präsentiert. Alle neun jüngeren Kinder der Familie wiesen keine medizinischen Besonderheiten auf.
Es war inzwischen klar, dass jeder der Zwillinge das auf seiner Seite des gemeinsamen Unterkörpers befindliche Bein kontrollieren konnte. Giovanni Battista und Giacomo Tocci waren in der Lage zu stehen, lernten jedoch niemals gehen. Wie der Fall der im Jahr 1990 geborenen Zwillinge Abigail und Brittany Hensel beweist, wäre eine Koordination vielleicht möglich gewesen. Giacomo Tocci hatte jedoch einen Klumpfuß, mit dem ein normales Auftreten unmöglich war. Jan Bondeson meint darüber hinaus, dass die Tocci-Zwillinge wohl zu kopflastig gebaut waren und außerdem ihre Beinmuskulatur niemals ausreichend trainieren konnten – unter anderem wegen ihrer ausufernden Showkarriere. Er verdächtigt außerdem die Eltern, mit der Immobilität der Jungen durchaus einverstanden gewesen zu sein, weil sie so leichter unter Kontrolle gehalten werden konnten. Was auch immer die Gründe gewesen sein mögen, Giovanni Battista und Giacomo Tocci konnten sich zeitlebens nur kriechend vorwärtsbewegen.

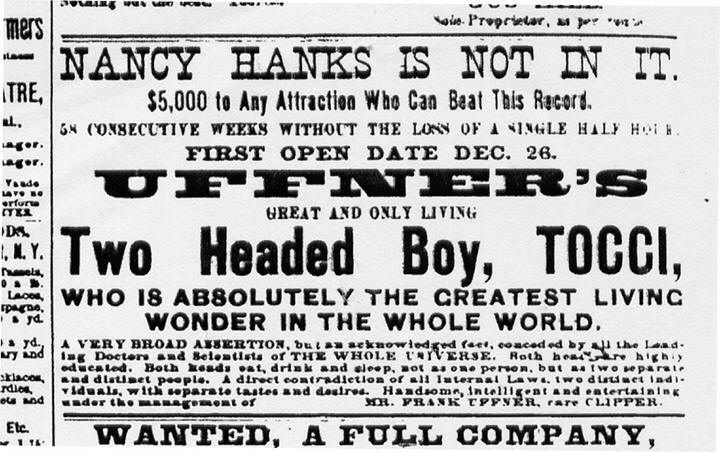
Zeitungsanzeige zum Auftritt der Tocci-Zwillinge

1891 begann die Tocci-Familie eine Tournee durch die USA. Wieder zeigten sich zahlreiche Ärzte fasziniert, und es erschienen Artikel im American Journal of Obstetrics und im Scientific American, obwohl die Eltern der Zwillinge gründliche ärztliche Untersuchungen ihrer Kinder verhinderten. Offenbar fürchteten sie eine Einbuße an Attraktivität durch eine wissenschaftliche Betrachtung des Falles.

## Literarische Verwertung
Während ihrer Amerika-Tournee wurde auch Mark Twain auf die Zwillinge aufmerksam und beschloss, das Motiv des doppelköpfigen Individuums in einer Erzählung zu verwenden. Er nannte seine Protagonisten Angelo und Luigi Capello, offensichtlich mit Blick auf die Herkunft der Tocci-Zwillinge, ließ jedoch auch Elemente in sein Werk einfließen, die aus dem Umkreis der Bunker-Zwillinge stammten. Letzten Endes entstanden zwei verschiedene Werke: Puddn’head Wilson und Those Extraordinary Twins.

## Rückzug aus dem Showgeschäft

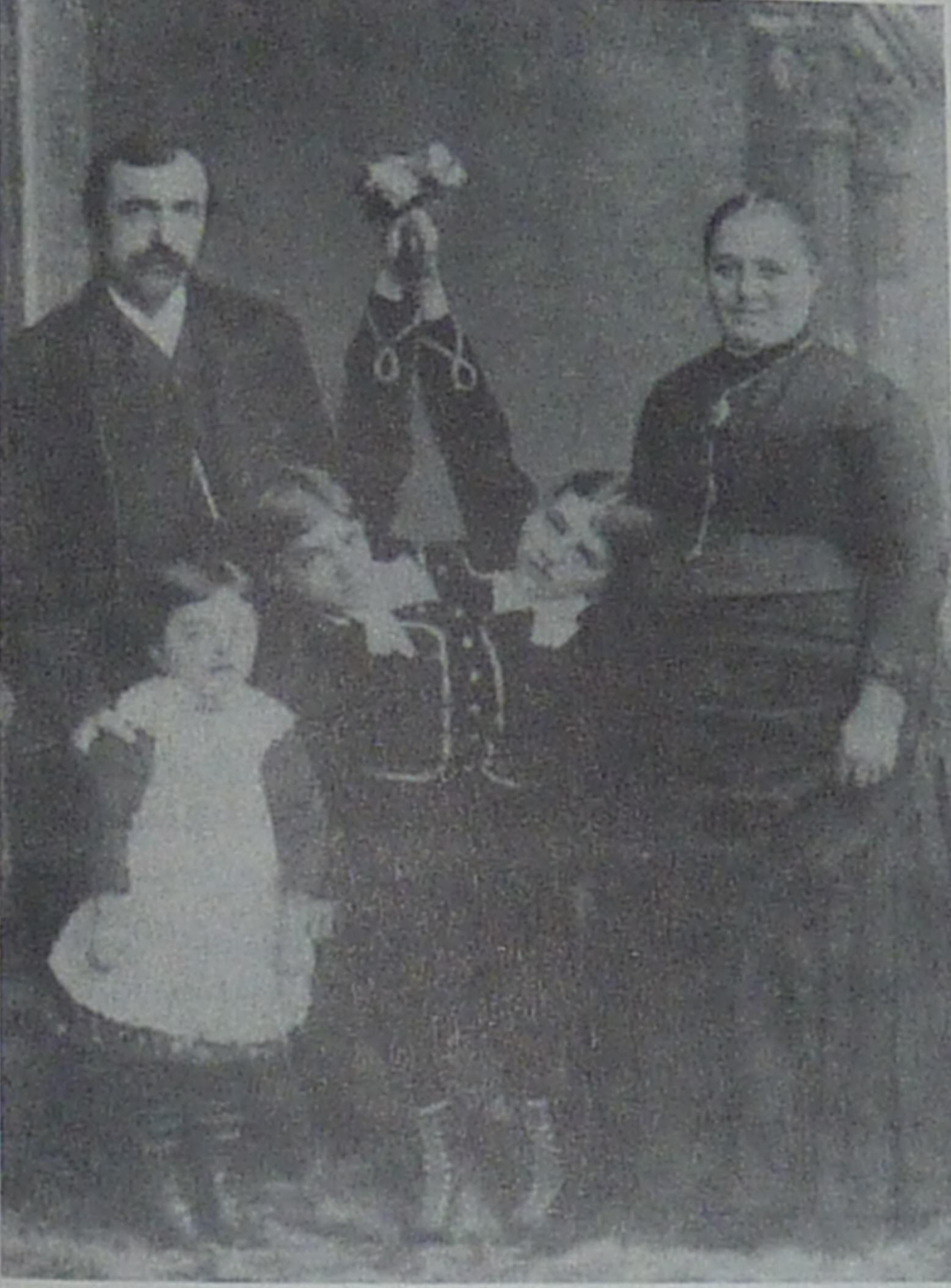
Vor dem Aufbruch in die USA

Der Aufenthalt in den USA war zunächst nur für ein Jahr geplant worden, dauerte aber mindestens von 1891 bis 1894, möglicherweise noch länger. Als sie im Alter von 20 Jahren über sich selbst bestimmen konnten, kehrten Giovanni Battista und Giacomo Tocci nach Italien zurück und kauften sich eine Villa in der Nähe von Venedig. Das Anwesen war von hohen Mauern umgeben, denn die Zwillinge waren fest entschlossen, sich nun niemals mehr angaffen zu lassen. Ab dieser Zeit werden die Zeugnisse über ihr Leben spärlich. H. W. Otto berichtete, dass sie im Jahr 1900 noch am Leben und bei guter Gesundheit waren. 1904 wurde die Nachricht ihrer Eheschließung mit zwei Frauen verbreitet, was die Presse zu Spekulationen über die juristischen Folgen einer eventuellen Kinderzeugung animierte. Schließlich hatten die beiden Männer zusammen nur ein Geschlechtsorgan. Doch nach dieser Sensationsmeldung verstummten die Stimmen wieder, die sich mit den Tocci-Brüdern auseinandersetzten.

## Spekulationen über den Tod
1906 wurde durch die französischen Ärzte Lesbre und Forgeot die Nachricht vom Tod der Tocci-Zwillinge verbreitet, doch laut dem deutschen Arzt Hans Hübner waren sie 1911 noch am Leben. Maurice Gille behauptete später, sie seien seines Wissens auch 1912 noch am Leben und außerdem mit Kindern gesegnet gewesen. Laut Martin Monestiers Human Oddities und einer Reihe anderer Berichte starben die Tocci-Brüder 1940, ohne Nachkommen zu hinterlassen. Damit hätten sie das Alter von 63 Jahren erreicht, eine der längsten Altersspannen für siamesische Zwillinge ihres Typs.

## Ausstellungsstücke
Im Spitzner-Museum befindet sich ein Wachsmodell der Tocci-Zwillinge.

## Sonstiges
Außer Giovanni Battista und Giacomo Tocci sind nur wenige Fälle dieser Art von siamesischen Zwillingen bekannt, etwa Ritta und Christina Parodi und Rosa und Marie Drouin.
Die Tocci-Zwillinge verdienten zeitweise 1000 Dollar pro Woche, indem sie die Sensationsgier des Publikums befriedigten. Noch heute werden Poster nach Fotografien der Brüder und sogar Tocci-Puppen verkauft.